# Università di Malaga
L'Università di Malaga è un'istituzione universitaria spagnola, fondata nel 1972, che nel 2010 ha un numero di iscritti pari a circa 40.000.
È membro dell'Istituto europeo per le norme di telecomunicazione (ETSI).

## Storia
La storia dell'Università ha inizio nel 1968 con la creazione della Asociación de Amigos de la Universidad de Málaga. L'associazione chiese l'istituzione dell'università in funzione delle esigenze della città (era l'unica città spagnola con una popolazione di oltre 300.000 abitanti che mancava di una università).
L'Università di Málaga venne fondata con decreto del 18 agosto 1972 raggruppando alcuni dipartimenti già esistenti verso la fine degli anni 1960: la Escuela de Peritos (antica denominazione degli ingegneri), la Escuela Normal, la Facultad de Económicas ed il Seminario.
Al momento della creazione, l'università disponeva della Facultad de Ciencias Económicas y Empresariales e della Facultad de Medicina, quest'ultima creata dopo la ratifica del decreto. La sua prima sede fu il campus di El Ejido, insieme a diversi centri amministrativi sparsi nella città.
Dopo alcuni anni di costante cambiamento è diventata un'università pubblica con una media di 37.000 studenti iscritti per anno 2002 e 4.000 laureati all'anno (2002) in stretta collaborazione con i 1800 ricercatori (2001). È previsto l'ampliamento del campus di Teatinos per ospitare le facoltà che sono ancora ubicate nel Campus di El Ejido, vista la disponibilità, in quest'ultimo, di più di un milione di metri quadrati disponibili per l'allargamento.
Ha anche due scuole per l'insegnamento dell'infermieristica al di fuori della capitale, nelle città di Ronda e Antequera.

## Campus

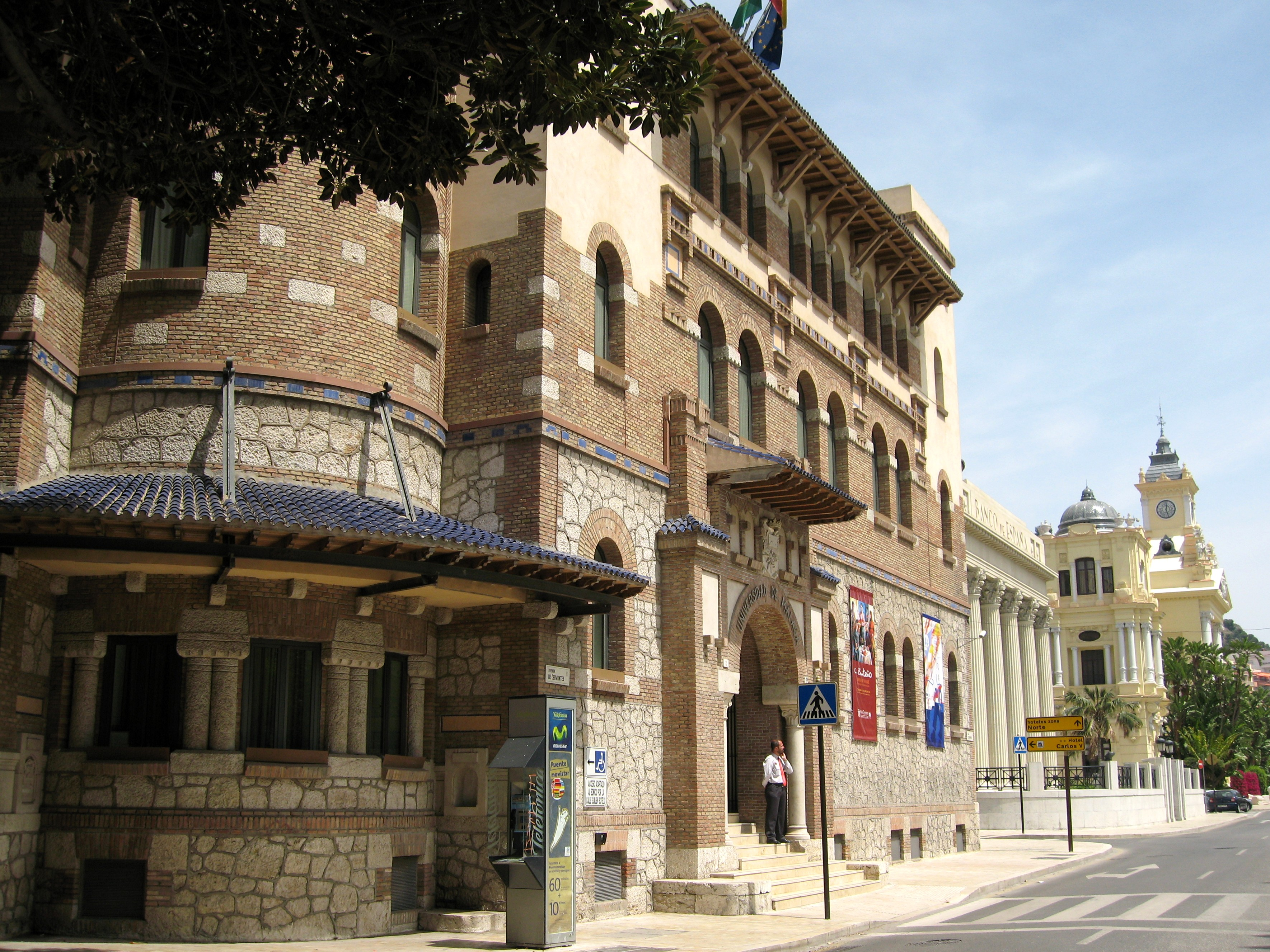
Antico edificio de Correos, sede del Rettorato della UMA.

L'Università è suddivisa in due campus principali:
- Campus Universitario de Teatinos o Ciudad Universitaria
- Campus Universitario de El Ejido

Altri centri nella città di Málaga:
- Edificio de los Cursos para Extranjeros de la UMA, situato nell'antico edificio della Facultad de Ciencias del Trabajo a El Palo, un tempo ubicato nella Avenida de Andalucía.
- Escuela Universitaria de Ciencias de la Salud, ubicata in Paseo de Martiricos.
- Escuela Universitaria de Enfermería de la Diputación Provincial de Málaga con sede presso l'Hospital Civil de Málaga.
- Sede del Rettorato, presso la Casa de Correos y Telégrafos nel Parque de Málaga.
- Residencia Universitaria Alberto Jiménez Fraud, situata nel quartiere La Barriguilla.
- Centro de Experimentación Grice-Hutchinson, sito in prossimità dell'autostrada MA-21.
- Nave de la Calle Muñoz Rojas, annessa alla Estación María Zambrano, adibita alla pratica della  Escuela Técnica Superior de Arquitectura.

Altri centri in provincia di Málaga:
- Escuela Universitaria de Enfermería a Ronda.
- Escuela Universitaria de Magisterio a Antequera.